# Endiandra maingayi
Endiandra maingayi är en lagerväxtart som beskrevs av Joseph Dalton Hooker. Endiandra maingayi ingår i släktet Endiandra och familjen lagerväxter. Inga underarter finns listade i Catalogue of Life.